# Localisation sonore
 (mai 2019).
Si vous disposez d'ouvrages ou d'articles de référence ou si vous connaissez des sites web de qualité traitant du thème abordé ici, merci de compléter l'article en donnant les références utiles à sa vérifiabilité et en les liant à la section « Notes et références ».

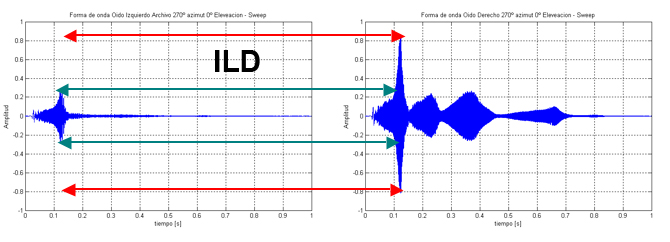
Localisation sonore avec des indices binauraux (une oreille capte plus de son que l'autre).

La localisation sonore désigne la capacité du système auditif à déterminer la position spatiale d'une source sonore au moyen de différents indices physiques. Ces indices peuvent être classés en deux catégories : les indices binauraux (c'est-à-dire issus de l'analyse combinée des sons parvenant aux deux oreilles) et des indices monauraux (c'est-à-dire ceux que l'on peut déterminer avec une seule oreille).
Chez l'être humain, cette capacité est basée principalement sur trois facteurs : la différence de temps interaurale, la différence d'intensité interaurale, et les modifications spectrales causées par la forme du pavillon de l'oreille. La localisation sonore utilise également des indices secondaires, tels que la réverbération ou le mouvement relatif, pour définir ou améliorer la localisation, en particulier dans des conditions complexes ou incertaines. L'ingénierie acoustique exploite ce phénomène pour reproduire une impression d'espace sonore, par exemple via la stéréophonie ou les systèmes de enceintes home cinema. Un autre indice est le HRTF, désignant la transformation du son par la tête, le cerveau étant capable d'interpréter la provenance d'un son par sa coloration.
Les prédateurs nocturnes, comme les hiboux, ont une capacité de localisation sonore très développée leur permettant de localiser précisément la position d'une proie par le bruit qu'elle produit. Ils possèdent souvent des oreilles dotées d'un pavillon mobile qui améliore les capacités de localisation.